# Ардила, Рубен
Рубен Ардила (исп. Rubén Ardila; 7 июля 1942, Сан-Висенте-де-Чукури, Сантандер, Колумбия — 14 января 2025, Богота) — колумбийский психолог. Учился на психолога в Национальном университете Колумбии. Затем, продолжив обучение, получил степень доктора экспериментальной психологии в Университете Небраски-Линкольна, США. Ардила спецмализируется на экспериментальных исследованиях в самых разных областях психологии.

## Биография
Ардила автор 35 книг и более 350 статей в научных психологических журналах. Он разработал собственные темы в области интегральной психологии и экспериментальной психологии, психобиологии и социальной психологии, психологии обучения. Известен, и как историк научной психологии. Экспериментальный синтез поведения — это созданная Ардила интегрирующая парадигма в психологии, позволившая работать в этом направлении различным исследовательским группам по всему миру.
На академическом уровне он работал профессором и исследователем в Национальном университете Колумбии, Университете Лос-Андес (Колумбия) и Университете Санто-Томас (Колумбия). Также он читал лекции в качестве приглашённого профессора в университетах Германии, Аргентины, Эквадора, Испании, США, Пуэрто-Рико и Перу.
Умер 14 января 2025 года в возрасте 82 лет.